# 주보스턴 대한민국 총영사관
주보스턴 대한민국 총영사관(영어: Consulate General of the Republic of Korea in Boston)은 대한민국 정부가 미국 매사추세츠주 보스턴에 설치한 총영사관이다. 뉴잉글랜드 지역에 속하는 5개 주(매사추세츠주, 로드아일랜드주, 뉴햄프셔주, 버몬트주, 메인주)을 담당한다.

## 연혁
- 1979년 12월 1일 공관 개설[1]

## 역대 공관장
| 1979년 6월  | 함태혁 총영사 |
| 1988년 12월 | 박상식 총영사 |
| 1992년 3월  | 안종구 총영사 |
| 1994년 3월  | 박신일 총영사 |
| 1997년 3월  | 이 양 총영사  |
| 2000년 3월  | 박재선 총영사 |
| 2003년 9월  | 최원선 총영사 |
| 2006년 3월  | 지영선 총영사 |
| 2008년 6월  | 김주석 총영사 |
| 2011년 3월  | 박강호 총영사 |
| 2014년 4월  | 엄성준 총영사 |
| 2017년 12월 | 김용현 총영사 |
| 2020년 11월 | 유기준 총영사 |
| 2023년 6월  | 김재휘 총영사 |

## 근무 시간
- 매주 월요일 ~ 금요일 : 오전 9시 ~ 12시, 오후 1시 ~ 5시

### 휴무일
- 매주 토요일, 일요일
- 대한민국의 공휴일 중 3·1절, 광복절, 개천절, 한글날
- 주재국 미국의 공휴일

## 같이 보기

### 일반 주제
- 한미 관계
- 주미국 대한민국 대사관
- 대한민국의 재외공관 목록

### 미국에 설치된 다른 대한민국 영사관들
- 주로스앤젤레스 대한민국 총영사관
- 주뉴욕 대한민국 총영사관
- 주호놀룰루 대한민국 총영사관
- 주애틀랜타 대한민국 총영사관
- 주시카고 대한민국 총영사관
- 주휴스턴 대한민국 총영사관